# Talaja (Russia)
Talaja (in lingua russa Талая) è un centro abitato dell'Oblast' di Magadan, situato nel Chasynskij rajon.